# 陳秋実
陳秋実（ちん しゅうじつ、簡体字:陈秋实、1985年9月 - ）は、中国のジャーナリスト、人権派弁護士。中国黒竜江省出身。
2020年1月24日、新型コロナウイルス感染症(COVID-19)が最初に報告された湖北省武漢市入りし、本来はフリーの立場上取材は認められないものの、現地での実情を報道したが、2月6日に突如連絡が取れなくなった。
連絡不能になってから1年8カ月が経過した2021年9月30日、友人のYouTube生配信に登場したが、行方不明期間中の詳細については明らかにしていない。